# Хыдыр Наби
Хыдыр Наби, Кырди зоа (тал. Хыд(ы)р Нəби, Хыз(ы)р Нəби/Xydyr Nəbi,Кырди зоə/Kyrdi zoə) — талышский мифологический герой, которому в талышском народном календаре посвящён период времени на стыке јолә чылә и рукә чылә. Длится 7-10 дней (4 из них попадают на конец йола чыла, оставшиеся – на начало рукә чылә).
На следующий после праздника Чыла шав начинается зима (талыш. «зымыстон»), последний сезон года. Зима у талышей традиционно делится на четыре периода. Первые сорок дней зимы называются Јолә чылә (талыш. “старшая чыла”, на так называемым центральном диалекте талышского – пилә чылә), двадцать последующих дней называются рукә чылә (талыш. “младшая чыла”). Третий период имеет несколько названий: тәјә зымыстон (талыш. “пустая зима”), сијо зымыстон (“черная зима”) и др. – в Северном Талыше, афтаб баһуд – в Южном Талыше. Последние десять дней зимы либо вовсе не имеют названия, либо называются идәвә (талыш. “канун праздника”), т.к. предшествует празднику Нового года – Навузу.

## Легенды о Хыдыре Наби
Хыдыр Наби (Пророк Хидр) на десять дней уходит со своей отарой в лес, где его засыпает снегом, после чего, потеплевшая за это время земля оживает и оживляет его. Праздник "Хыдыри ид" посвящённый Хыдыру Наби – один из главных в религиозном календаре талышей; главное блюдо праздника – "пышта" – промолотая смесь зёрен пшеницы, гороха, семечек подсолнуха и тыквы.
В одном из образцов талышского фольклора про Хыдыра Наби гласит о его путешествии в поисках источника бессмертия и его связи с вечной жизнью. Предание повествует о том, как Хыдыр Наби, наделенный живой водой, хочет окропить ею людей, дабы и они обрели бессмертие. Он поручает это вороне, которая, пытаясь окропить себя саму, обрызгивает живой водой самшитовое дерево, которое с тех пор и остается вечно зеленым (а следовательно, вечно молодым, т.е. практически бессмертным). Талышский образ Хыдыра Наби несёт в себе идеал бессмертия, характерный для мифологии многих народов.
Сообщается, что изначально образ Хыдыра Илии был связан с водой, а лишь потом стал покровителем скота. Предполагается, что до прихода ислама существовал особый культ скотовода Хыдыра Наби, впоследствии увязанный в народном сознании с исламский культом Хыдыра Илии.
Также среди талышей схожим образу Хыдыра Наби является образ Сийаха Галеша, принимающего на себя обязанности покровителя крупного рогатого скота.

## Подготовка к празднику «Хыдыри ид»
Готовиться к празднованию «Хыдыри ид» («Праздник Хыдыра») талыши начинают ещё летом. В летний период начинают заготавливать зёрна пщеницы, чечевицы, нута, семечки тыквы, арбуза, дыни. Сушат собранные семечки и зёрна и расфасовывают по мешочкам. И в зимний период последней недели "јолә чылә" все эти зерна и семечки обжаривают и перемешивают. Далее  всё это перемалывают на ручной мельнице, после к этой смеси добавляют немного сахарного песка и называют эту смесь, - "пышта". К празднику Хыдыр Наби это кушание раскладывают по пиалам и едят вплоть до наступления Новруза на ночных посиделках.